# Myotis dasycneme
Espèce
Statut de conservation UICN

 NT  : Quasi menacé
Le Murin des marais ou Vespertilion des marais (Myotis dasycneme), est espèce de chauves-souris appartenant au genre Myotis et à la famille des Vespertilionidae.

## Description
Espèce de taille moyenne avec de très grands pieds. Le tragus est remarquablement court pour un Myotis : moins de la moitié de l'oreille. Son extrémité est arrondie et il est faiblement courbé vers l'intérieur. Les narines sont protubérantes. Les ailes sont relativement longues et larges et s'insèrent au niveau de la cheville. Elles sont brunes, bien sombres et tirent légèrement vers le rougeâtre. Le pelage dorsal est brun à gris-blanc contrastant avec le ventre blanchâtre.
Vu sa grande taille, de près on ne peut pas le confondre avec les deux Myotis dont il se rapproche physiquement le plus : le Murin de Daubenton et le Murin à moustache.
- Longueur tête-corps : 5.7 - 6.7 cm
- Longueur de la queue : 4.6 - 5.1 cm
- Longueur de l'avant-bras : 4.2 - 4.92 cm
- Envergure : 20 - 32 cm
- Poids : 13 - 20 g
- Dentition : 38 dents (10 incisives, 4 canines, 12 prémolaires et 12 molaires)
- Echolocation : entre 45 et 60 kHz

## Répartition
Europe moyenne et de l'Est, entre le 48e et le 60e degré de latitude. L'espèce est jugée vulnérable en Wallonie et en danger en France.

## Mœurs et habitat
Nocturne, il sort tardivement de son gîte : environ 45 minutes après le coucher du soleil et y rentre environ 45 minutes avant le lever. Vit en été dans des régions de plaine riches en eau. Hors période d'allaitement, les femelles passent toute la nuit dehors. Chasse le plus souvent sur de grandes étendues d'eau (lacs, canaux, fleuves, dans un rayon de presque 10 km). Les colonies de parturition sont constituées essentiellement de femelles adultes et comptent de quelques dizaines à 300 individus. Vit en hiver sur des contreforts de moyennes altitude. L'accouplement débute en Septembre. Quartiers d'hivers situés principalement dans des grottes, des galeries, des bunker et des glacières où il hiberne en étant suspendu librement contre les parois et les rebords, ou en étant blotti dans des fissures. La femelle mes bas en Juin d'un jeune qui s'émancipe au bout de 4 - 5 semaines. Colonie de reproduction généralement à l'extérieur  de bâtiments (souvent au sommet de toits). Les femelles sont fidèles à leur colonie de naissance et un bon nombre d'entre elles sont très probablement unies par un lien de parenté. Migrations saisonnières de généralement plus de 100 km. L'espérance de vie est de 2.8 ans et la longévité moyenne est estimée à 13 ans. Le Murin des marais capture des chironomes, des trichoptères, des papillons et des coléoptères. Il chasse sur de grandes distances entre 10 et 60 cm de la surface et capture les insectes en émergence ou les cueille sur l'eau. Il chasse en volant rapidement et avec aisance (vol à 10 - 60 cm au-dessus de l'eau). Il se nourrit surtout de Chironomes et de trichoptères. La présence de chironomes dans son estomac indique qu'il doit être capable de les capturer à la surface de l'eau. Le murin des Marais est exclusivement inféodé aux zones humides situées à basse altitude en été. En hibernation, il remonte vers les moyennes montagnes ou descend vers le sud. En hiver il gîte en milieu souterrain (carrières, caves, grottes) dont les températures sont comprises entre 4 et 9 °C. Il est très fidèle à son gît d'hibernation et peut y revenir sur 5 à 6 années consécutives. Il s'accroche aux voûtes, aux murs ou se niche au sein d'anfractuosités, seul ou en petits groupes, à toutes hauteur et dans n'importe quelle position. En été, les colonies s'installent dans les grands combles comme ceux des églises ou des maisons. Les cavités d'arbres ou les nichoirs peuvent être occasionnellement occupés par des individus isolés.